# Антоній Юзеф Сологуб
Антоній Юзеф Сологуб (бл. 1710 — 6 вересня 1759    ) — державний діяч Великого князівства Литовського, генерал литовської артилерії (з 1746).

## Ранні роки
Навчався в Новодворському колегіумі в Кракові, у Краківському університеті . Подорожував по Франції. 
Під час Війни за польську спадщину 1733-1738  воював у лавах французьких військ у Голландії та Італії, був призначений полковником на військову службу і був двічі тяжко поранений. 

## Політична діяльність
Посол на сейм 1740, 1744, 1746, 1748, 1750, 1752, 1754. На сеймі 1740 Салагуб підтримав володарів Нойбурзьких маєтків у боротьбі проти Радзивілів. Під час роботи трибуналів Великого князівства Литовського в 1740 і 1741  разом із батьком підтримував Сапігів проти Радзивілів.  
Згодом Сологуб змінив свою посаду, одружився з Бригітою Петронелею Радзивіл. 
У 1747 обраний депутатом Каунасу при Трибуналі Великого князівства Литовського, став віце-маршалком Трибуналу і фактично очолював засідання Трибуналу.  
Був мало активний у 1755 — 1756 у конфлікті між його союзниками Радзивілами та Чорторийськими.  
У липні 1756 погодився на фінансові витрати кампанії трибуналу 1757. Посол Франції Дюран безуспішно намагався втягнути його до профранцузької групи. 
У 1757 отримав орден Білого Орла. 
Помер дорогою до Вільнюса.

## Родина
З родини Сологубів — син великого литовського підскарбія Яна Михайла Сологуба та Олени Шамовської, брат Юзефа Антонія. Був одружений з Бригітою Петронелею Радзивіл, донькою Миколая Фаустина Радзивілла.